# Čoka duvanska industrija
Čoka duvanska industrija (code BELEX : COKA) est une entreprise serbe qui a son siège social à Čoka, dans la province de Voïvodine. Elle travaille dans secteur de l'industrie du tabac.

## Histoire
Čoka duvanska industrija a été admise au marché non régulé de la Bourse de Belgrade le 19 avril 2007.

## Données boursières
Le 20 juin 2013, l'action de Čoka duvanska industrija valait 2 600 RSD (22,71 EUR). Elle a connu son cours le plus élevé, soit 8 000 RSD (69,88 EUR), le 21 juin 2007 et son cours le plus bas, soit 1 025 RSD (8,95 EUR), le 29 septembre 2009.
Le capital de Čoka duvanska industrija est détenu à hauteur de 58,11 % par des personnes physiques et 24,78 % par la Vojvođanska banka Novi Sad.